# Iso-Kaita (ö i Norra Savolax, Varkaus, lat 62,29, long 28,33)
Iso-Kaita är en ö i Finland. Den ligger i sjön Haukivesi och i kommunen Varkaus i den ekonomiska regionen  Varkaus ekonomiska region  och landskapet Norra Savolax, i den sydöstra delen av landet, 290 km nordost om huvudstaden Helsingfors. Öns area är 21,7 hektar och dess största längd är 1,5 kilometer i sydöst-nordvästlig riktning.